# 구성 가능 전체
집합론에서 구성 가능 전체(構成可能全體, 영어: constructible universe)는 재귀적으로 1차 논리로 정의 가능한 집합들로 구성된 모임이다. 구성 가능 전체는 체르멜로-프렝켈 집합론의 추이적 모형을 이루며, 그 속에는 선택 공리 · 일반화 연속체 가설 · 다이아몬드 원리와 같은 여러 명제들이 성립한다. 구성 가능성 공리(構成可能性公理, 영어: axiom of constructibility, 기호 {\displaystyle V=L})는 모든 집합이 구성 가능하다는 명제이다.

## 정의
모임 {\displaystyle A_{1},A_{2},\dots ,A_{n}}이 주어졌다고 하자. 그렇다면, 1항 관계 {\displaystyle {\mathsf {A}}_{1}(-),\dots ,{\mathsf {A}}_{n}(-)}가 추가된 언어 {\displaystyle {\mathcal {L}}_{\in ,{\mathsf {A}}_{1},\dots ,{\mathsf {A}}_{n}}}의 모형 {\displaystyle \langle X,\in ,{\mathsf {A}}_{1},\dots ,{\mathsf {A}}_{n}\rangle }를 생각하자. 이 모형에서 {\displaystyle {\mathsf {A}}_{i}(x)}의 해석은 {\displaystyle x\in A_{i}}이며, {\displaystyle x\in y}의 해석은 표준적이다 (즉, 추이적 모형이다).
그렇다면, 집합 {\displaystyle X}의 {\displaystyle (A_{1},\dots ,A_{n})}-구성 가능 멱집합(-構成可能冪集合, 영어: {\displaystyle (A_{1},\dots ,A_{n})}-constructible power set) {\displaystyle \operatorname {Def} _{A_{1},\dots ,A_{n}}(X)}는 유한 개의 매개 변수를 이용하여 {\displaystyle {\mathcal {L}}_{\in ,{\mathsf {A}}_{1},\dots ,{\mathsf {A}}_{n}}} 언어의 1차 논리 술어로 정의할 수 있는 {\displaystyle X}의 부분 집합들의 집합족이다. 즉, 이항 관계 {\displaystyle \in } 및 1항 관계 {\displaystyle {\mathsf {A}}_{1},\dots ,{\mathsf {A}}_{n}}에 대한, {\displaystyle n+1}개의 자유 변수를 갖는 1차 논리 술어 {\displaystyle \phi \in {\mathcal {L}}_{\in ,{\mathsf {A}}_{1},\dots ,{\mathsf {A}}_{n}}} 및 {\displaystyle x_{1},\dots ,x_{n}\in X}에 대하여, 다음과 같다.
{\displaystyle \operatorname {Def} (X)=\left\{\{y\in X\colon \langle X,\in ,{\mathsf {A}}_{1},\dots ,{\mathsf {A}}_{n}\rangle \models \phi (y,x_{1},\dots ,x_{n})\}\colon \phi \in {\mathcal {L}}_{\in },\;x_{1},\dots ,x_{n}\in X\right\}}
정의 가능 멱집합 연산 {\displaystyle \operatorname {Def} _{A_{1},\dots ,A_{n}}}은 집합을 그 멱집합의 부분 집합으로 대응시키며, 따라서 누적 위계를 정의한다.
추이적 집합 {\displaystyle X}가 주어졌을 때,  {\displaystyle \operatorname {Def} _{A_{1},\dots ,A_{n}}}에 의하여 정의되는 누적 위계를 {\displaystyle L_{\alpha }[A_{1},\dots ,A_{n}](X)}로 표기하며, 구성 가능 위계(영어: constructible hierarchy)라고 한다. 흔히 {\displaystyle X=\varnothing }일 경우 {\displaystyle L[A_{1},A_{2},\dots ,A_{n}](\varnothing )=L}로 표기하며, {\displaystyle n=0}일 경우 흔히 {\displaystyle L(X)}로 표기한다. (일부 문헌에서는 {\displaystyle L(X)}를 대신 {\displaystyle L(\{X\}\cup X)}로 정의한다. 물론, 만약 {\displaystyle X\in L}이라면 이는 차이가 없다.) {\displaystyle L}의 원소를 구성 가능 집합(構成可能集合, 영어: constructible set)이라고 한다.
{\displaystyle L(-)}과 {\displaystyle L[-]}의 차이에 대하여 가나모리 아키히로는 다음과 같이 적었다.
| “ | {\displaystyle L(A)}는 생성 집합으로 모형을 구성하는 대수학적 아이디어를 실현하며, {\displaystyle L[A]}는 {\displaystyle A}를 술어로 간주하여 모형을 구성하는 아이디어를 실현한다. While {\displaystyle L(A)} realizes the algebraic idea of building up a model starting from a basis of generators, {\displaystyle L[A]} realizes the idea of building up a model using {\displaystyle A} construed as a predicate. | ” |
|   | — :235 |   |

## 성질
선택 공리를 추가한 체르멜로-프렝켈 집합론을 가정하자.
일반적으로 다음이 성립한다.
{\displaystyle \operatorname {Def} (X)\subseteq \operatorname {Def} _{A}(X)\subseteq {\mathcal {P}}(X)}
물론, 만약 {\displaystyle A\cap X\in \operatorname {Def} (X)}라면
{\displaystyle \operatorname {Def} _{A}(X)=\operatorname {Def} (X)}
이다.
항상
{\displaystyle \{Y\subseteq X\colon |Y|<\aleph _{0}\}\subseteq \operatorname {Def} (X)}
{\displaystyle \{Y\subseteq X\colon |X\setminus Y|<\aleph _{0}\}\subseteq \operatorname {Def} (X)}
이다. 특히, 만약 {\displaystyle X}가 유한 집합이라면 임의의 {\displaystyle A}에 대하여
{\displaystyle \operatorname {Def} (X)=\operatorname {Def} _{A}(X)={\mathcal {P}}(X)}
이다.
{\displaystyle \operatorname {Def} (X)} 및 {\displaystyle \operatorname {Def} _{A}(X)}는 유한 합집합 · 유한 교집합 · 여집합에 대하여 닫혀 있어, {\displaystyle {\mathcal {P}}(X)}의 부분 불 대수를 이룬다.

### 구성 가능 전체
항상 다음이 성립한다.
{\displaystyle X\subseteq L(X)}
그러나 {\displaystyle X\in L(X)}일 필요는 없으며, {\displaystyle A\subseteq L[A]}이거나 {\displaystyle A\in L[A]}일 필요는 없다.
각 순서수 {\displaystyle \alpha }에 대하여
{\displaystyle L_{\alpha }\subseteq V_{\alpha }}
{\displaystyle L_{\alpha }\subseteq L_{\alpha }(A)[X]}
이다. 또한, 만약 {\displaystyle \alpha }가 유한하다면 {\displaystyle L_{\alpha }=V_{\alpha }}이다.
구성 가능성 공리는 모든 집합이 구성 가능하다는 명제이다. 즉, {\displaystyle V=L}이라는 명제이다 ({\displaystyle V}는 폰 노이만 전체). 즉, 구성 가능성 공리에 따르면 임의의 집합 {\displaystyle S}에 대하여 {\displaystyle S\in L_{\alpha }}인 순서수 {\displaystyle \alpha }가 존재한다. 만약 구성 가능성 공리가 성립하고, 또한 순서수 {\displaystyle \alpha }에 대하여 {\displaystyle \alpha =\aleph _{\alpha }}라면,
{\displaystyle L_{\alpha }=V_{\alpha }}
이다. (예를 들어, 이는 {\displaystyle \alpha }가 도달 불가능한 기수일 경우 성립한다.)

### 모형 이론적 성질
{\displaystyle L}은 선택 공리를 추가한 체르멜로-프렝켈 집합론의 표준 모형이며, 폰 노이만 전체 {\displaystyle V}의 내부 모형이다. 특히, {\displaystyle V}에서 선택 공리가 성립하지 않아도, {\displaystyle L}은 선택 공리를 만족시킨다. 이는 {\displaystyle L}은 정의 가능한 정렬 순서가 존재하기 때문이다. 구체적으로, {\displaystyle L_{\alpha }}의 정렬 순서가 주어졌다면, {\displaystyle L_{\alpha +1}}의 원소는 {\displaystyle L_{\alpha }}의 유한 개의 원소들 및 (사전식으로 정렬되는) 1차 논리 술어로서 명시되므로, 이로서 정렬할 수 있다. 이러한 정렬 순서가 주어졌다면, 선택 공리에서 요구되는 선택 함수는 단순히 이 정렬 순서에 대한 최솟값으로 정의할 수 있다.
또한, {\displaystyle L}에서는 다음 명제들이 성립한다. (따라서 체르멜로-프렝켈 집합론 + 구성 가능성 공리는 아래 명제들을 함의한다.)
- 선택 공리
- 일반화 연속체 가설 {\displaystyle {\mathsf {GCH}}}
- 구성 가능성 공리 {\displaystyle V=L}
- 수슬린 가설의 부정 {\displaystyle \lnot {\mathsf {SH}}}
- 모든 화이트헤드 군은 자유 아벨 군
- 모든 집합은 순서수 정의 가능 집합 {\displaystyle V={\mathsf {HOD}}}
- 다이아몬드 원리 {\displaystyle \diamondsuit }
- {\displaystyle 0^{\#}}의 부재  (또한 그보다 더 강한 큰 기수의 부재)
- 르베그 가측 집합이 아닌 해석적 집합의 존재

{\displaystyle L}은 다음 조건을 만족시키는, 체르멜로-프렝켈 집합론의 가장 작은 표준 모형이다.
- {\displaystyle V}의 내부 모형이다.
- 모든 순서수들을 포함한다.

다시 말해, 체르멜로-프렝켈 집합론 + 구성 가능성 공리로부터, 선택 공리를 비롯한 위 명제들을 증명할 수 있다. 특히, 구성 가능성 공리가 큰 기수들의 존재와 모순되기 때문에, 플라톤주의적 수리철학 아래 보통 구성 가능성 공리는 집합론의 공리로 가정되지 않는다. 이에 대하여 퍼넬러피 매디(영어: Penelope Maddy)는 다음과 같이 적었다.
| “ | […] {\displaystyle 0^{\#}}는 어디서, 왜 {\displaystyle L}이 잘못되는지에 대한 자세한 이론을 제공한다. 실버 [{\displaystyle 0^{\#}}의 존재가 {\displaystyle V\neq L}를 함의함을 증명한 수학자] 이전에도 많은 수학자들은 {\displaystyle V\neq L}이라고 믿었지만, 실버 이후 이들은 왜 이들이 이러한 믿음을 가지는지 알게 되었다. […] {\displaystyle 0^{\#}} yields a rich explanatory theory of exactly where and why {\displaystyle L} goes wrong. Before Silver, many mathematicians believed that {\displaystyle V\neq L}, but after Silver they knew why. | ” |
|   | — :506, §IV |   |

마찬가지로, 이에 대하여 가나모리 아키히로와 메나헴 마기도르는 다음과 같이 적었다.
| “ | 따라서, 충분히 큰 기수가 존재한다고 가정하면, {\displaystyle L}의 균등 생성에 대한 다양한 강한 내재적 구조적 묘사가 가능하며, 이에 따라 {\displaystyle L}은 매우 얇은 내적 모형임을 알 수 있다 — 헐벗은 폐허의 성가대석(聖歌隊席)들이 달라붙은 가냘픈 생명선(生命線, 즉 순서수의 모임)에 불과하다. Thus, in the presence of a suitably large cardinal in the universe, many strong results about the uniform generation of L now follow from this intrinsic structural characterization, and L takes on the character of a very thin inner model indeed, bare ruined choirs appended to the slender life-giving spine which is the class of ordinals. | ” |
|   | — :131, §7 |   |

## 역사
1935년 가을에 쿠르트 괴델이 구성 가능 전체 {\displaystyle L}을 도입하였으며,:270, §4.9:280, §4.10 이를 통하여 이 선택 공리 및 일반화 연속체 가설이 체르멜로-프렝켈 집합론과 모순되지 않음을 증명하였다. 이 결과는 1938년에 출판되었다.:234
{\displaystyle L(X)}는 1956년에 허이널 언드라스(헝가리어: Hajnal András, 1931~)가 도입하였으며,:234 {\displaystyle L[A]}는 1957년에 아즈리엘 레비가 도입하였다.:235
이후 1972년에 로널드 비언 젠슨(영어: Ronald Björn Jensen)이 구성 가능 전체의 미세 구조(영어: fine structure)의 이론을 젠슨 위계(영어: Jensen hierarchy)를 통해 정립하였다.

## 같이 보기
- 구성 가능성 공리
- 추이적 집합